# Xarpa

Escut amb xarpa remarcada.

Una xarpa o un xarpó és una llarga corretja, normalment feta de cuir, que serveix per a penjar un escut a l'espatlla o al coll quan no està en ús. S'utilitzava en el combat, alliberava el soldat perquè pogués emprar una arma que requeria dues mans (o una arma a cada mà) sense perdre l'escut. Per tant, l'escut podia ser recuperat fàcilment quan fos necessari.
Algunes xarpes tenien una sivella per a ajustar la llargada de la corretja. La xarpa permetia d'unir-se a la pantalla de l'escut en qualsevol lloc al llarg de la seva vora, i funcionava en posició horitzontal, vertical o diagonal a través del diàmetre de l'escut. Les xarpes van representar un avenç significatiu en la tecnologia d'escuts, puix que d'aleshores ençà els escuts posseïen una sola barra que sortia d'un umbo. Les xarpes mantenien fixes en posició gràcies al rebliment a través de la pell i el recobriment de la pantalla, i els reforços amb petites volanderes quadrades
Molta de la informació sobre l'ús de les xarpes prové de diverses obres d'art medievals, com el tapís de Bayeux. A més, en el Speculum Virginum es mostra una imatge de dos cavallers amb escuts a l'esquena, subjectats per una xarpa.